# Schloss Rain (Niederbayern)

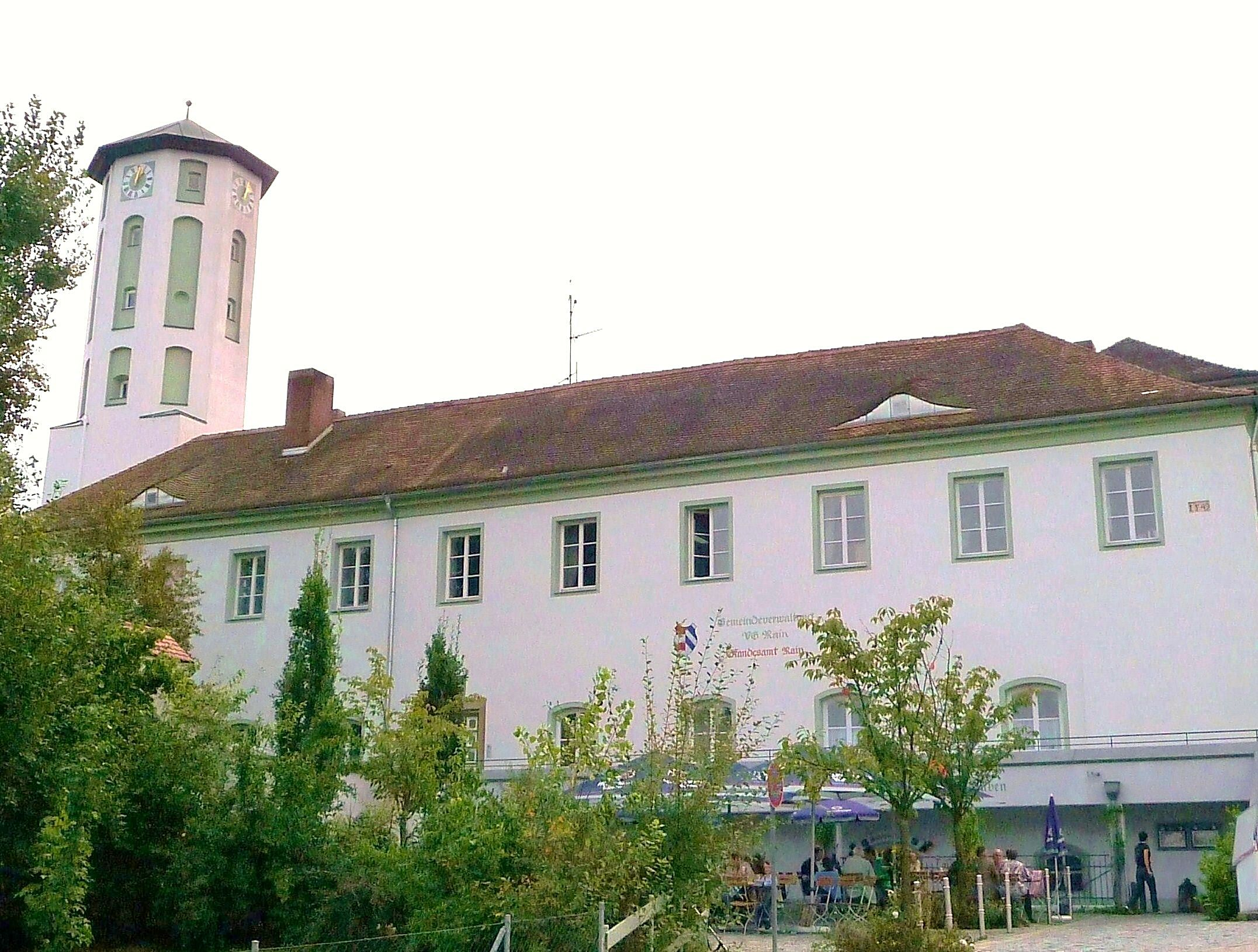
Schloss Rain heute

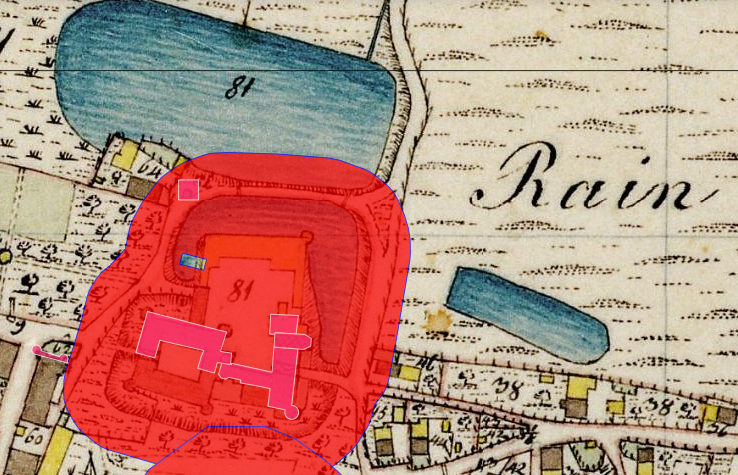
Lageplan von Schloss Rain auf dem Urkataster von Bayern

Das Schloss Rain liegt in der Gemeinde Rain im niederbayerischen Landkreis Straubing-Bogen (Schlossplatz 1). Es ist unter der Aktennummer D-2-78-177-3 als Baudenkmal verzeichnet. Die Anlage wird ferner als Bodendenkmal unter der Aktennummer D-2-7040-0105 als „Turmhügel des hohen oder späten Mittelalters (‚Schloßberg‘)“ geführt.

## Geschichte
Ende des 9. Jahrhunderts tauschte das Kloster Sankt Emmeram von der femina Otni ein nemusculum ad Reina (Wäldchen) gegen ein Mädchen namens Ermanhilt. Das Kloster hatte um Rain auch weiteren Besitz. Der in Rain ansässige Adel stand vermutlich im Dienst der Herren von Bogen und mehrerer Kirchen (neben St. Emmeram auch Prüfening, Mallersdorf und Hochstift Regensburg). Ein Pertholdus de Rain trat in der ersten Hälfte des 13. Jahrhunderts auf, vermutlich war er identisch mit dem Berthold von Rain, von dem das Kloster Rohr die Vogteirechte über mehrere Güter in Alburg, Kay und Bernloh erwarb. Dieses Kloster hatte bereits früher (um 1138–1146) Güter von Rupert von Rain und Gottschalk von Rain erworben. Auch das Kloster Niedermünster hatte dort Rechte (Kammeramt) erworben. Unter den Bogenern traten in Rain ein Maingotus advocatus de Reine und ein Hartwich officialis de Rain auf. Nach dem Tod Albrechts V. von Bogen († 1242) kam Rain an die Wittelsbacher. Herzog Heinrich verpfändete die curia zu Rain an Karl, Sohn des Vitztums Otto von Straubing; auch die Burg gab er diesem, betonte aber, dass sie nicht Pfandobjekt sei. Die sich danach Rainer zu Rain nennende Familie blieb bis Mitte des 16. Jahrhunderts dort ansässig.
Die letzte Rainerin, Ursula von Rain, heiratete 1573 Paul von Leiblfing. Der Rainer Besitz war die größte Niedergerichtsherrschaft im Landgericht Straubing. Durch einen Vertrag von 1579 wurde dieser zu einem Fideikommiss zusammengefasst und blieb bis zum Beginn des 19. Jahrhunderts in den Händen der Leiblfinger. Der letzte Graf von Leiblfing starb 1812. Seine Witwe heiratete den Freiherrn von Perglas. 1820 wurde zu Rain ein Patrimonialgericht I. Klasse eingerichtet. 1824 erwarb Graf Karl Ernst von Gravenreuth den Rainer Besitz. Ihm folgte 1825 sein Sohn Maximilian Graf von Grafenreuth.
1835 erwarben die Fürsten von Thurn und Taxis Rain. Das Gericht zu Rain wurde 1848 verstaatlicht und dem Landgericht Straubing einverleibt. Das Schlossgut wurde im 19. Jahrhundert verkauft und das Schloss teilweise abgebrochen. Der Westtrakt des Schlosses wurde vom Haus Thurn und Taxis an die Familie Guckes und der Osttrakt an die Familie Metzner verkauft. 1976 ging das westliche Schloss an die Herren Pongratz und Bajer über.

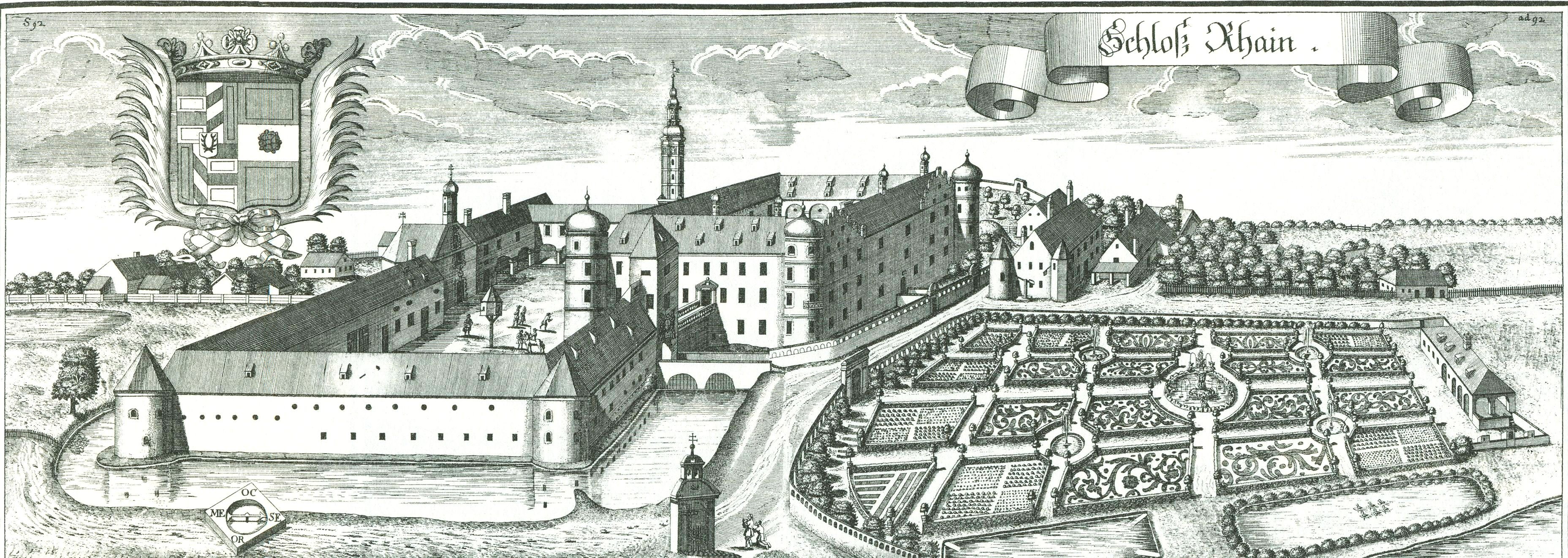
Schloss Rain nach einem Stich von Michael Wening von 1721

## Baulichkeit
Der Bau der Burg wurde vermutlich im 12. Jahrhundert unter den Herren von Bogen begonnen. 1542 wurde die Burg im Stil der Renaissance erweitert und zu einem Schloss umgebaut. Der Hauptturm wurde 1561 vollendet. 1713 wurde der Bau nochmals umfassend verändert. Die Schlosskapelle ist im Kern gotisch, Umbauten stammen von 1712.
Nach dem Stich von Michael Wening von 1721 war Rain ein beachtliches vierflügeliges Renaissanceschloss. Südlich davon schloss sich ein ebenfalls vierflügeliger Wirtschaftshof an, in dessen Umfassungsmauer die Schlosskapelle St. Michael eingebaut war. Das Schloss besaß an drei Ecken Rundtürme mit Zwiebeldächern. Durch einen Wassergraben, eine Burgmauer und weitere Türme macht die Anlage einen wehrhaften Eindruck. Außerhalb des Schlosses lag möglicherweise eine ausgedehnte barocke Parkanlage.
Von der Vierflügelanlage sind noch Teile im Nordflügel und zur Hälfte im Ost- und Westflügel erhalten. Die Vorburg lässt noch die Position der abgerissenen Ecktürme erkennen. Die Schlosskapelle war lange Zeit noch als Ortskirche in Verwendung. Nach dem Ende des Zweiten Weltkriegs bewohnten bis 1971 Heimatvertriebene die Räume des Schlosses, 1947 bis 1950 war dort eine Notschule eingerichtet. Das Schloss wurde 1976 renoviert. Heute ist in dem Schloss die Gemeindeverwaltung von Rain untergebracht; durch weitere kommerzielle Nutzungen (Bank und Gaststätte) ist das Gebäude öffentlich zugänglich.